# The Face (serie de televisión)
The Face es un reality show de modelaje que sigue a tres mentoras supermodelos compitiendo entre ellas para conseguir 'the face' (el rostro) de una gran marca. La serie inaugural se estrenó en línea el 1 de febrero de 2013 y oficialmente en televisión el 12 de febrero de 2013 por Oxygen. El formato fue creado por Shine America y es distribuido internacionalmente por Shine Intl. La serie se ha convertido en una franquicia internacional, obteniendo distintas adaptaciones en cada país que cuenta con su propia versión. Naomi Campbell participa como supermodelo mentora y además como productora ejecutiva, seleccionando a las supermodelos de cada versión de la serie.
La serie no tiene ninguna conexión con The Face of Holland, un programa creado y distribuido por Talpa Media bajo el nombre The Look.

## Formato
En cada versión de The Face tres supermodelos y mentoras arman un equipo de cuatro modelos sobre la base de quiénes creen que pueden ayudarlas a ganar la competencia. Cada semana, la modelos concursantes participan en desafíos generales. Estos desafíos suelen ignorar la división por equipos, por lo que quien gana el desafío, gana de manera individual. El siguiente segmento incluye una campaña o cliente. Las modelos se presentan frente a estos clientes en una variedad de sesiones fotográficas (shoots), comerciales o desfiles. Estas campañas son llevadas a cabo en equipo, de acuerdo a aquellos conformados en el comienzo de la serie. Inmediatamente luego de la campaña, el cliente de cada episodio selecciona a un equipo ganador. Las modelos de este equipo, se aseguran inmunidad, por lo que no pueden ser eliminadas.
Las mentoras de los equipos perdedores deben nóminas a una modelo de su propio equipo para ingresar al cuarto de eliminación. Esto deja a dos modelos, provenientes de los equipos perdedores, en riesgo de eliminación. La mentora del equipo ganador e inmune, decide qué modela regresará a su equipo y permanecerá en competencia, y qué modelo es la eliminada. Cada modelo tiene la oportunidad de argumentar por qué son merecedoras de una segunda oportunidad para continuar en competencia.
En instancias en las que una mentora pierde a todas las modelos de su equipo, la competencia sigue entre los dos equipos restantes. El equipo ganador recibe la inmunidad como siempre, pero el equipo perdedor es forzado a nominar a dos modelos para enfrentar la eliminación en lugar de una, aunque una de ellas regresará. En raras excepciones, una modelo puede ser eliminada sin ninguna advertencia previa, fuera del cuarto de eliminación. Pueden ser eliminadas, además, de forma directa por su propia mentora.
El proceso de eliminación se repite hasta las instancias finales de la serie, en donde hay un shoot final y un desfile llevado a cabo por cada modelo aún en competencia, acompañadas por sus mentoras. El cliente final, selecciona a la ganadora del grupo de finalistas (usually generalmente una de cada equipo). La modelo que gana la competencia se convierte en 'The Face' de la marca, obteniendo la victoria de su mentora.

## The Facealrededor del mundo
País que actualmente está emitiendo 
     País que planea emitir una nueva edición 
     País que no planea emitir una nueva edición
| País/Región    | Título                                           | Cadena                        | Presentador                                                      | Mentoras | Resultados generales |
| -------------- | ------------------------------------------------ | ----------------------------- | ---------------------------------------------------------------- | --- | --- |
| Australia      | The Face Australia (The Face Australia)          | Fox8                          | Georges Antoni (1)                                               | Cheyenne Tozzi (1) Naomi Campbell (1) Nicole Trunfio (1) | Temporada 1: 2014 (Olivia Donaldson) |
| Estados Unidos | The Face Estados Unidos (The Face United States) | Oxygen                        | Nigel Barker (1–2)                                               | Naomi Campbell (1–2) Coco Rocha (1) Karolína Kurková (1) Anne V (2) Lydia Hearst (2) | Temporada 1: 2013 (Devyn Abdullah) Temporada 2: 2014 (Tiana Davis) |
| Reino Unido    | The Face Reino Unido (The Face United Kingdom)   | Sky Living                    | Ninguno                                                          | Caroline Winberg (1) Erin O'Connor (1) Naomi Campbell (1) | Temporada 1: 2013 (Emma Holmes) |
| Tailandia      | The Face Tailandia (เดอะเฟซไทยแลนด์)              | Channel 3                     | Uttsada Panichkul (1) Chanon Akkarachata (2–4) Antoine Pinto (5) | Metinee Kingpayom (1–4) Chermarn Boonyasak (1,4) Rhatha Phongam (1) Namthip Jongrachatawiboon (2–4) Cris Horwang (2–4) Marsha Vadhanapanich (3) Sonia Couling (4) Sririta Jensen (4) Toni Rakkaen (5) Maria Lynn Ehren (5) Virahya Pattarachokchai (5) Anusith Sangnimnuan (5) | Temporada 1: 2014–15 (Ajirapha "Sabina" Meisinger) Temporada 2: 2015–16 (Kanticha "Ticha" Chumma) Temporada 3: 2017 (Natthaya "Grace" Boonchompaisarn) Temporada 4: 2018 (Virahya "Gina" Pattarachokchai) Temporada 5: 2019 (Kulchaya "Candy" Tansiri) |
| Tailandia      | The Face Men Tailandia (เดอะเฟซเมนไทยแลนด์)       | Channel 3 (1) PPTV 36 (2)     | Ajirapha Meisinger (1) Antoine Pinto (2)                         | Polpat Asavaprapha (1–2) Metinee Kingpayom (1) Pachara Chirathivat (1) Sonia Couling (2) Toni Rakkaen (2) | Temporada 1: 2017 (Nutthanaphol "Philip" Thinroj) Temporada 2: 2018 (Luis Meza) Temporada 3: 2019 (Twatchanin "Boss" Darayon) |
| Vietnam        | The Face Vietnam (Gương mặt thương hiệu)         | VTV3(1–2) Hanoi1 (3) VTV9 (3) | Vĩnh Thụy (1) Hữu Vi (2) Nam Trung (3)                           | Lan Khuê (1–2) Hồ Ngọc Hà (1) Phạm Hương (1) Hoàng Thùy (2) Minh Tú (2) Võ Hoàng Yến (3) Minh Hằng (3) Thanh Hằng (3) | Temporada 1: 2016 (Phí Phương Anh) Temporada 2: 2017 (Nguyễn Bạch Tú Hảo) Temporada 3: 2018 (Mạc Trung Kiên) |